# Patinação artística na Universíada de Inverno de 1989
As competições de patinação artística na Universíada de Inverno de 1989 foram disputadas em Sófia, Bulgária, entre 2 e 12 de março de 1989.

## Medalhistas
| Evento               | Ouro                                                   | Prata                                                | Bronze                                            | Ref.  |
| -------------------- | ------------------------------------------------------ | ---------------------------------------------------- | ------------------------------------------------- | ----- |
| Individual masculino | Makoto Kano · Japão                                    | James Cygan · Estados Unidos                         | Vladimir Petrenko · União Soviética               | [ 1 ] |
| Individual feminino  | Marina Kielmann · Alemanha                             | Larisa Zamotina · União Soviética                    | Nancy Kerrigan · Estados Unidos                   | [ 1 ] |
| Duplas               | Natalia Mishkutenok · Artur Dmitriev · União Soviética | Sharon Carz · Douglas Williams · Estados Unidos      | Marina Eltsova · Sergei Zaitsev · União Soviética | [ 1 ] |
| Dança no gelo        | Svetlana Liapina · Gorsha Sur · União Soviética        | Ilona Melnichenko · Gennadi Kaskov · União Soviética | Tracy Sniadach · Leif Erickson · Estados Unidos   | [ 1 ] |

## Quadro de medalhas
| Ordem | País            | Medalha de ouro | Medalha de prata | Medalha de bronze |    |
| ----- | --------------- | --------------- | ---------------- | ----------------- | -- |
| 1     | União Soviética | 2               | 2                | 2                 | 6  |
| 2     | Alemanha        | 1               |                  |                   | 1  |
| 2     | Japão           | 1               |                  |                   | 1  |
| 4     | Estados Unidos  |                 | 2                | 2                 | 4  |
| TOTAL | TOTAL           | 4               | 4                | 4                 | 12 |